# Onsen

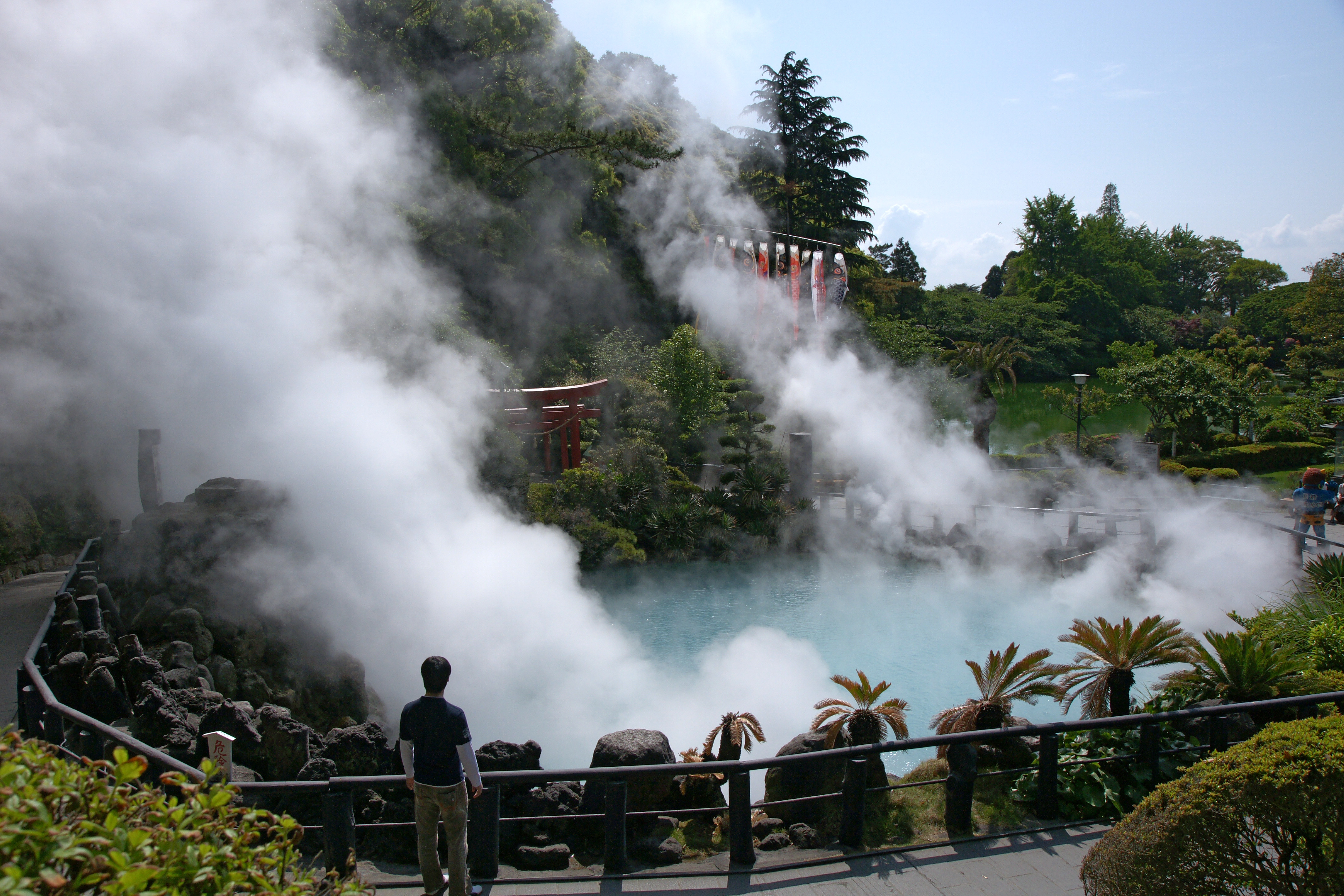
Onsen

Dōgo-onsen w Matsuyama, budynek łaźni publicznej, wykorzystującej gorące źródła

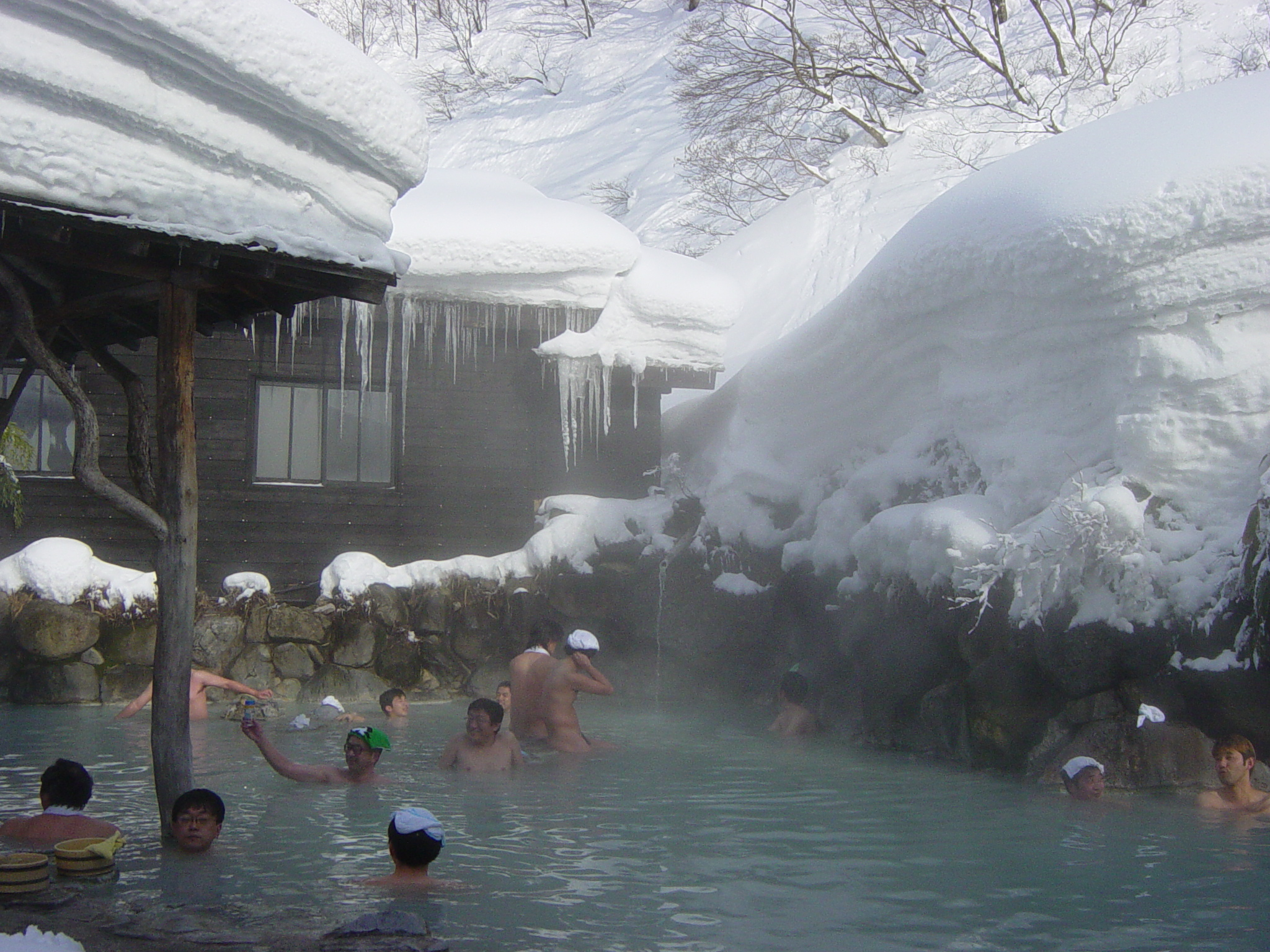
Onsen zewnętrzny zimą, Tsuru-no-yu, prefektura Akita

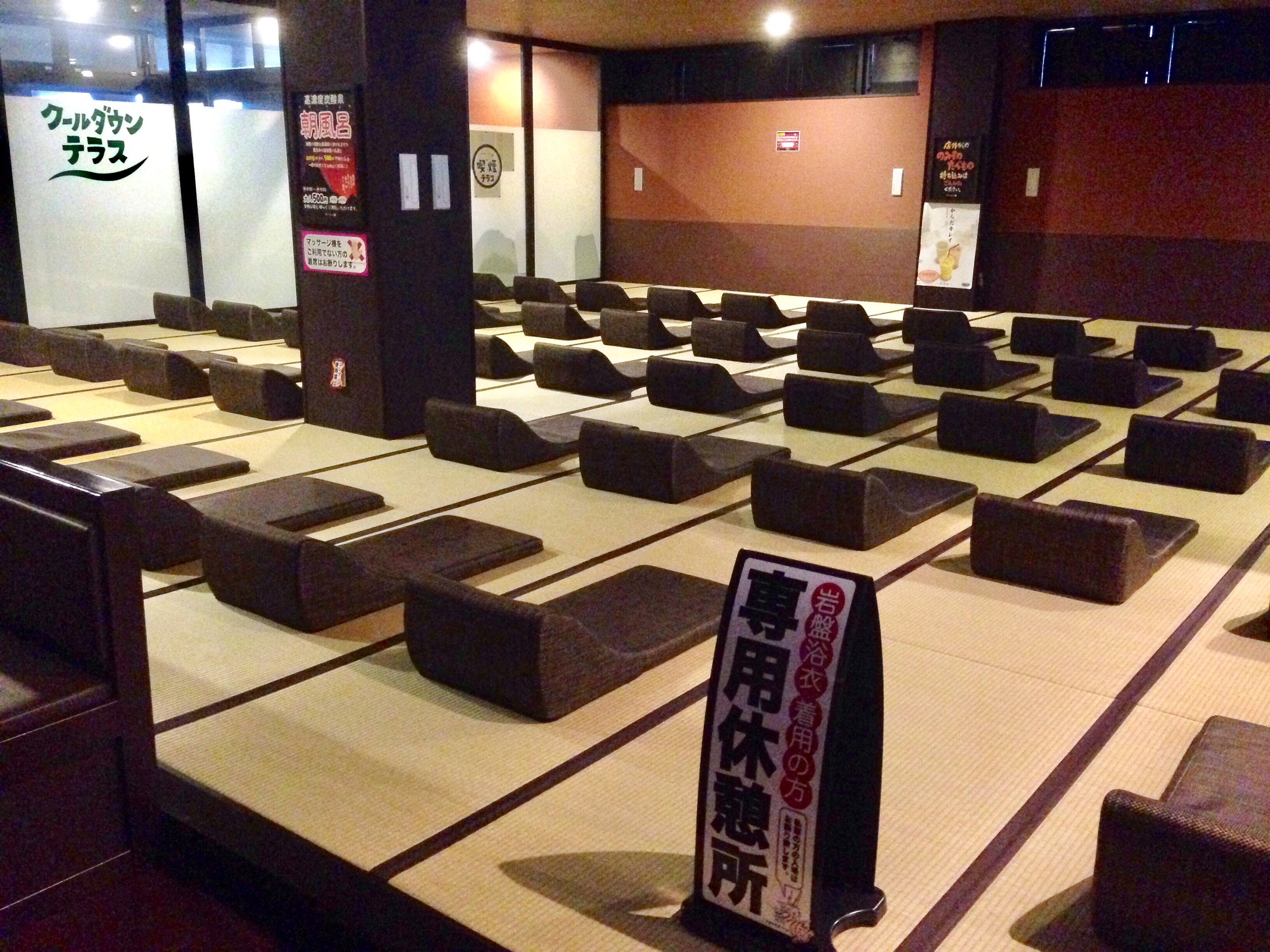
Sala do odpoczynku (na ręcznikach) na nagrzanych płytach z naturalnej skały w łaźni Ryūsenji-no-yu, Jokohama

Onsen (jap. 温泉) – japońskie gorące źródła, na których zbudowano kąpieliska: publiczne łaźnie (sentō), baseny. Wiele źródeł ma właściwości lecznicze - zawierają pierwiastki (niektóre nawet radioaktywne) i minerały. 

## Informacje ogólne
Podczas korzystania z onsenów obowiązują takie same zasady jak w sentō i prywatnych łazienkach: przed wejściem do basenu należy dokładnie wyszorować całe ciało mydłem i starannie opłukać się z mydlin. Większość kąpielisk w onsenach stosuje rozdział płci, ale zdarzają się również koedukacyjne. W przypadku tych ostatnich z reguły nie wpuszcza się cudzoziemców.
Jako kraj aktywnych wulkanów Japonia ma tysiące gorących źródeł o różnej wielkości, typie i kształcie. Dzielą się na te, które znajdują się wewnątrz budynków (furo) i na zewnątrz (roten-buro). Gdy woda jest zbyt chłodna, jest podgrzewana, gdy zbyt gorąca – schładzana. Zbiorczo – jako kurorty – przez onseny rozumie się nie tylko gorące źródła, ale także usytuowane przy i wokół nich obiekty kąpielowe, ryokany, gospody, hotele, które oferują różnego rodzaju posiłki, często oparte na lokalnych specjałach. Ostatnio pojawiają się atrakcje dodatkowe: masaże, relaks zapachowy (aroma-riraksu), spa. W niektórych onsenach oferuje się również kąpiele błotne i piaskowe (leżakowanie w kopczyku gorącego piasku).  

## Zasady korzystania z onsenu
- Kąpiele służą wyłącznie do moczenia się, nie wolno myć się w wannie, zbiorniku (furo). Myć należy się przed zanurzeniem.
- Najlepiej zanurzyć się w wodzie do ramienia. Nie wolno chlapać wodą, włosy nie powinny dotykać wody.
- Kąpiel jest traktowana jako wyjątkowe doświadczenie, nie wolno robić zdjęć i używać telefonów komórkowych.
- Wiele hoteli i ryokanów oferuje kąpiele wewnątrz budynków, ale korzystanie z gorących źródeł usytuowanych na zewnątrz jest znacznie ciekawszym przeżyciem i relaksem, szczególnie w zimie, gdy pada śnieg.
- W większości onsenów istnieje podział ze względu na płeć, ale istnieją kąpiele mieszane. Większość zezwala na ręczniki lub stroje kąpielowe dla zachowania skromności, ale w przypadku naprawdę starych kąpielisk wchodzi się na „własne ryzyko”.
- Jeśli własna nagość wśród nieznajomych jest zbyt trudną, krępującą przeszkodą, w wielu hotelach istnieje możliwość rezerwacji prywatnej kąpieli (zazwyczaj w pomieszczeniach).
- Dla własnego bezpieczeństwa nie należy moczyć się zbyt długo. Powinno się pić dużo wody przed i po, unikać alkoholu. Nie zaleca się także jedzenia tuż przed kąpielą lub po niej.
- Onsen jest miejscem relaksu, więc gdy chcesz porozmawiać ze swoimi towarzyszami, nie należy być głośnym i przykrym.
- Po wyjściu z kąpieli nie ma konieczności opłukania się, należy wytrzeć się do sucha przed przejściem do szatni[3].